# (7071) 1995 BH4
1995 بي إتش 4 (ويعرف أيضًا باسم (7071) 1995 بي إتش 4 وفق تسمية الكوكب الصغير) (بالإنجليزية: 1995 BH4)‏ هو كويكب ضمن حزام الكويكبات؛ وترتيبه 7071 من حيث الاكتشاف.
اكتُشف هذا الجُرم الفلكي بواسطة هيروشي كانيدا في 28 يناير 1995.

## وصلات خارجية
- (7071) 1995 BH4 في قاعدة بيانات مختبر الدفع النفاث لأجرام النظام الشمسي الصغيرة

- الاكتشاف · مخطط المدار ·  العناصر المدارية · المعلمات المادية

- (7071) 1995 BH4 على موقع ويكي سكاي: DSS2, SDSS, GALEX, IRAS, Hydrogen α, X-Ray, Astrophoto, Sky Map, Articles and images